# Sukhoi R
Il Sukhoi R o semplicemente R, designato dall'Aeronautica sovietica Sukhoi Su-17 (denominazione riusata per il Sukhoi Su-17 Fitter), è un intercettore sperimentale monoposto progettato dall'ufficio tecnico di Suchoj. Possedeva un'ala supersonica con freccia di 50°.
Questo apparecchio venne concepito in accordo con la direttive del Consiglio dei Ministri per la costruzione di un caccia a getto per l'Unione Sovietica. L'ufficio tecnico ritenne che l'apparecchio potesse raggiungere la velocità del suono, poteva essere impiegato per la ricerca sul volo alto subsonico e transonico, oppure come prototipo per un caccia avanzato.
Nel dicembre del 1948 una commissione apposita approvò il modello in scala uno a uno, battezzandolo con la sigla Su-17. iniziarono così i lavori sul prototipo, che possedeva anche una cabina pressurizzata (o meglio la parte anteriore della fusoliera) staccabile in volo per emergenza. Avrebbe dovuto essere armato anche con due cannoni Nudel'man N-37. Nell'estate successiva (1949) l'aereo era pronto per le prove di volo e fu spedito sulla pista dove il pilota collaudatore Sergej Anochin eseguì vari collaudi a terra, in particolare rullaggi ad alta velocità. Ma il brutto incidente con il Sukhoj P (o Su-15) fece terminare anche i lavori sull'R. Così l'aereo venne tolto dalla pista e presto anche l'ufficio tecnico venne chiuso.

## La fusoliera
L'aeroplano era interamente in metallo, montava un'ala monoplana a freccia. La fusoliera era composta di tre sottosezioni, la prima delle quali ospitava come visto sopra la cabina pressurizzata del pilota. Il cupolino si apriva lateralmente, mentre la parte fissa aveva un parabrezza di un centimetro di spessore. Bisognava aprire il cupolino prima di poter usare il seggiolino eiettabile, infatti un sistema elettronico escludeva l'armamento del seggiolino stesso, nel caso in cui il cupolino fosse chiuso.
Le paratie a protezione dell'abitacolo erano tre frontali e due posteriori e potevano raggiungere lo spessore di 3,8 cm. Il peso totale dell'armatura, compreso il parabrezza era di 141,39 kg.
Come sempre, la pressurizzazione e il condizionamento dell'abitacolo avvenivano mediante aria spillata dal compressore del motore, un Lyul'ka TR-3A. Il sistema teneva l'abitacolo a 65 kg/m² di pressione sino ai 7.000 m, mentre manteneva una differenza di pressione con l'esterno di 30 kg/m² oltre questa quota.
Come accennato più sopra, la sezione anteriore poteva essere staccata dall'aeroplano mediante una catapulta azionata da una carica esplosiva posta sotto l'abitacolo. L'azione assicurava una velocità di distacco di 10 o 12 m/s, mentre un paracadute stabilizzava il tronco di fusoliera superstite. Il pilota aveva poi il compito di aprire il cupolino ed azionare il seggiolino eiettabile. La velocità stimata del tronco di fusoliera era di circa 640 km/h. Tutto questo serviva allo scopo di abbassare l'accelerazione che il pilota subiva durante l'eiezione, circa 18 g (con un g si indica solitamente l'accelerazione media di gravità terrestre, circa 9,81 m/s²), a circa 5 g, del tutto sopportabili per il corpo umano.
Come si può vedere dal disegno in falsi colori più sotto, la fusoliera ospitava due serbatoi deformabili di combustibile (in rosso). Si nota anche il carrello anteriore che si ritrae all'indietro alloggiandosi davanti al motore. Come spesso accade per questo tipo di aeroplani la sezione posteriore poteva essere completamente rimossa per la manutenzione del motore. Vicino all'ugello di scarico erano sagomati i freni aerodinamici, due paratie che venivano inclinate in posizione estratta di 60° rispetto all'asse.

Schema dello spaccato

## La velatura
L'ala aveva una freccia, al quarto di corda, di 50°, un profilo alare TsAGI 9030 alla radice ed un SR-3-12 all'estremità alare. L'angolo diedro era di 5° e l'angolo di incidenza geometrica di 1° e 30'. Gli ipersostentatori erano di tipo Fowler. Solo l'alettone sinistro possedeva un'aletta di trim.
Per quanto concerne gli stabilizzatori (piani di coda orizzontali), questi erano agganciati alla deriva (il piano di coda verticale) e potevano essere calettati, a terra, tra +1° 30' e −1° 30'. Il profilo dello stabilizzatore era un SR-11-S-9.

## Il propulsore e l'equipaggiamento
L'aereo era propulso da un Lyul'ka TR-3A, con una spinta di 4.600 kg, alimentato dai due condotti che passavano ai lati della cabina e si raccordavano in un unico passaggio a sezione circolare appena dietro ai tre serbatoi a valle del seggiolino del pilota. Un secondo gruppo di serbatoi era posizionato attorno allo scarico del motore.
Ogni serbatoio era riempito di gas inerte, inoltre era presente un sistema di estinzione del fuoco al diossido di carbonio.
Sul prototipo non era stato montato alcun tipo di armamento, mentre si era pensato che la macchina operativa dovesse montare due cannoni NR-37 da 37 mm sotto la fusoliera, le canne dovevano passare sotto l'abitacolo ed il nastro delle 80 munizioni avrebbe dovuto essere posizionato dietro il seggiolino.
Il prototipo adottava una radio VHF RSIU-3, una radiobussola RION, un interrogatore IFF Bary-M ed i soliti sistemi di bordo, compreso il già citato sistema di compressione e condizionamento della cabina.